# Sunipea
Sunipea is een geslacht van kreeftachtigen uit de klasse van de Malacostraca (hogere kreeftachtigen).

## Soort
- Sunipea indicus (Alcock, 1895)